# 柳德米拉·切爾尼赫
柳德米拉·伊萬尼芙娜·切尔尼赫（羅馬化：Liudmyla Ivanivna Chernykh，1935年6月13日—2017年7月28日），苏联及烏克蘭天文学家，是267颗小行星的发现者。为天文学家尼古拉·切尔尼赫的妻子及其同事。
出生于今俄罗斯的伊万诺沃州的舒亚。1959年毕业于伊尔库茨克国立教育大学。1964年—1998年间任职于苏联科学院的克里米亚天文台。1998年后任职于克里米亚天文台。
她发现的著名小行星有小行星2127和阿波罗型小行星小行星2212。
小行星2325以她们夫妇的姓氏命名。